# Pont au Change
Pont au Change er en bro over Seinen i Paris, Frankrig. Broen ligger ved grænsen mellem første og fjerde arrondissement. Den forbinder Île de la Cité ved Palais de Justice og Conciergeriet til Seinens højre bred ved Place du Châtelet.

## Historie
Flere broer med navnet Pont au Change har været beliggende på dette sted. Broen har fået sit navn efter guldsmede og pengeudlånere som opstillede deres forretninger på tidligere udgaver af broen i det 12. århundrede. Den nuværende bro blev bygget fra 1858 til 1860 under Napoleon III's regeringstid og bærer hans kejserlige insignier.

### I litteratur
Pont au Change optræder i romanen Les Misérables af Victor Hugo. Politiinspektør Javert finder sig ude af stand til at forene sin pligt til at overgive Jean Valjean til myndighederne med det faktum, at Valjean reddede hans liv. Han kommer til Pont au Change og kaster sig derfra i Seinen. Den spiller også en rolle i romanen Parfumen af Patrick Süskind. Parfumieren Baldini, der tager hovedpersonen Grenouille som sin lærling, ejer en butik på broen. Efter Grenouille forlader ham, kollapser broen, og Baldinis hus og butik falder med ham i floden.